# Under My Thumb
〈Under My Thumb〉는 롤링 스톤스가 1966년 《Aftermath》에 들어간 수록곡이다. 영어권 국가에서 단 한 곡으로 발매된 적은 없지만, 이 곡은 이 밴드가 그 시기에 가장 인기 있는 곡 중 하나이며, 《Hot Rocks 1964-1971》과 같은 여러 편의 베스트 컴필레이션에 생겼다. 1968년 일본에서 싱글로 발매되었고, 이탈리아에서도 발매되었다.
이 그룹은 1981년 미국 투어 및 1982년 유럽 투어에서 각 콘서트의 오프닝 번호로 〈Under My Thumb〉를 자주 공연했다. 롤링 스톤스는 1997년~1998년과 2006년 후속 투어에서 이 곡을 산발적으로 연주해 왔다.